# Happy Endings: Happy Rides
Happy Endings: Happy Rides foi uma websérie de comédia americana, criada como um spin-off do programa de televisão Happy Endings.
A websérie é patrocinada pela fabricante de automóveis Subaru.

## Enredo
A série retrata os eventos que se seguem após Penny anunciar que ela quer livrar-se de seu espaço de armazenamento e vender de tudo, incluindo o seu primeiro carro. Isso faz com que todos se lembrem de um marco importante em suas vidas, que teve lugar no carro.

### Elenco e personagens
A websérie é estrelada por todo o elenco de Happy Endings.
- Elisha Cuthbert como Alex Kerkovich
- Coupe Eliza como Jane Kerkovich-Williams
- Zachary Knighton como Dave Rose
- Adam Pally como Max Blum
- Damon Wayans Jr. como Brad Williams
- Casey Wilson como Penny Hartz

## Recepção
A websérie tem recebido muitos elogios, notando que "ela" não desvia o tom de assinatura de Happy Endings. Ela também tem sido elogiada como os webisodes "se sente como um episódio bônus", como eles foram usados para promover a promoção "Primeiro Carro" de Subaru em vez de promover um produto dentro da série. Os atores também recebeu elogios, com algumas observando que "os atores estão em sua melhor forma".